# Prus III (Wappengemeinschaft)
Prus III bezeichnet ein polnisches Wappen, welches von verschiedenen Familien des polnischen Adels (Szlachta) in der Zeit der polnisch-litauischen Union verwendet wurde.

## Geschichte
Prus III ist eine polnische Wappengemeinschaft, die seit dem 15. Jahrhundert bestand (besteht).

## Bekannte Familienmitglieder
- Karol Czarnecki
- Stanisław Jan Jabłonowski